# Comuna Ordînți, Teofipol
Ordînți (în ucraineană Ординці) este o comună în raionul Teofipol, regiunea Hmelnîțkîi, Ucraina, formată din satele Cervone, Liutarivka și Ordînți (reședința).

## Demografie
Componența lingvistică a comunei Ordînți
     Ucraineană (99,53%)
     Alte limbi (0,47%)
Conform recensământului din 2001, majoritatea populației comunei Ordînți era vorbitoare de ucraineană (99,53%), existând în minoritate și vorbitori de alte limbi.